# Dumeni, Rîșcani
Dumeni este un sat din cadrul comunei Duruitoarea Nouă din raionul Rîșcani, Republica Moldova.

## Demografie
Conform recensământului populației din 2004, satul Dumeni avea 216 locuitori: 200 de moldoveni/români, 11 ucraineni și 5 ruși.